# Orlando Magic 2007-2008
La stagione NBA 2007-2008 fu la 19ª stagione della storia degli Orlando Magic che si concluse con un record di 52 vittorie e 30 sconfitte nella regular season, il 1º posto nella Southeast Division e il 3º posto della Eastern Conference.
Nei playoff del 2008 la squadra, dopo aver sconfitto al primo turno i Toronto Raptors, venne eliminata al secondo turno dai Detroit Pistons per 4-1.

## Draft
| Giro | Scelta | Giocatore                        | Posizione              | Nazionalità | Università/Club |
| ---- | ------ | -------------------------------- | ---------------------- | ----------- | --------------- |
| 2    | 44     | Reyshawn Terry (ceduto a Dallas) | ala piccola/ala grande | Stati Uniti | North Carolina  |

## Regular season
| Squadra            | V  | P  | %    |    |
| ------------------ | -- | -- | ---- | -- |
| Orlando Magic      | 52 | 30 | 63,4 | –  |
| Washington Wizards | 43 | 39 | 52,4 | 9  |
| Atlanta Hawks      | 37 | 45 | 45,1 | 15 |
| Charlotte Bobcats  | 32 | 50 | 39,0 | 20 |
| Miami Heat         | 15 | 67 | 18,3 | 37 |

## Playoff

### Primo turno
Gara 1
| 20 aprile 2008 | Orlando Magic | 114 – 100 | Toronto Raptors |  |

Gara 2
| 22 aprile 2008 | Orlando Magic | 104 – 103 | Toronto Raptors |  |

Gara 3
| 24 aprile 2008 | Toronto Raptors | 108 – 94 | Orlando Magic |  |

Gara 4
| 26 aprile 2008 | Toronto Raptors | 94 – 106 | Orlando Magic |  |

Gara 5
| 28 aprile 2008 | Orlando Magic | 102 – 92 | Toronto Raptors |  |

### Semifinali di Conference
Gara 1
| 3 maggio 2008 | Detroit Pistons | 91 – 72 | Orlando Magic |  |

Gara 2
| 5 maggio 2008 | Detroit Pistons | 100 – 93 | Orlando Magic |  |

Gara 3
| 7 maggio 2008 | Orlando Magic | 111 – 86 | Detroit Pistons |  |

Gara 4
| 10 maggio 2008 | Orlando Magic | 89 – 90 | Detroit Pistons |  |

Gara 5
| 13 maggio 2008 | Detroit Pistons | 91 – 86 | Orlando Magic |  |

## Roster
| N° | Naz.                   | Ruolo | Sportivo         | Anno | Alt. | Peso |
| -- | ---------------------- | ----- | ---------------- | ---- | ---- | ---- |
| 1  | Stati Uniti (bandiera) | A     | Trevor Ariza     | 1985 | 203  | 91   |
| 1  | Stati Uniti (bandiera) | G     | Maurice Evans    | 1978 | 196  | 100  |
| 5  | Stati Uniti (bandiera) | G     | Keyon Dooling    | 1980 | 191  | 89   |
| 7  | Stati Uniti (bandiera) | G     | J.J. Redick      | 1984 | 193  | 86   |
| 8  | Stati Uniti (bandiera) | A     | Pat Garrity      | 1976 | 206  | 108  |
| 9  | Stati Uniti (bandiera) | A     | Rashard Lewis    | 1979 | 208  | 98   |
| 10 | Stati Uniti (bandiera) | GA    | Keith Bogans     | 1980 | 196  | 98   |
| 12 | Stati Uniti (bandiera) | C     | Dwight Howard    | 1985 | 211  | 109  |
| 13 | Polonia (bandiera)     | A     | Marcin Gortat    | 1984 | 213  | 109  |
| 14 | Stati Uniti (bandiera) | G     | Jameer Nelson    | 1982 | 183  | 86   |
| 15 | Turchia (bandiera)     | A     | Hidayet Türkoğlu | 1979 | 208  | 100  |
| 30 | Porto Rico (bandiera)  | G     | Carlos Arroyo    | 1979 | 188  | 92   |
| 31 | Stati Uniti (bandiera) | C     | Adonal Foyle     | 1975 | 208  | 113  |
| 34 | Stati Uniti (bandiera) | A     | Brian Cook       | 1980 | 206  | 106  |
| 40 | Stati Uniti (bandiera) | A     | James Augustine  | 1984 | 208  | 107  |
| 45 | Stati Uniti (bandiera) | A     | Bo Outlaw        | 1971 | 203  | 95   |

## Staff tecnico
- Allenatore: Stan Van Gundy
- Vice-allenatori: Brendan Malone, Patrick Ewing, Steve Clifford, Bob Beyer
- Preparatore fisico: Joe Rogowski
- Preparatore atletico: Tom Smith

### Arrivi/partenze
Mercato e scambi avvenuti durante la stagione:
Arrivi
| N° | Naz.                   | Ruolo | Sportivo      |  | Alt. |  |
| -- | ---------------------- | ----- | ------------- |  | ---- |  |
| 1  | Stati Uniti (bandiera) | AP    | Maurice Evans |  |      |  |
| 34 | Stati Uniti (bandiera) | AG    | Brian Cook    |  |      |  |

Partenze
| N° | Naz.                   | Ruolo | Sportivo     |  | Alt. |  |
| -- | ---------------------- | ----- | ------------ |  | ---- |  |
| 1  | Stati Uniti (bandiera) | AP    | Trevor Ariza |  |      |  |

## Premi e onorificenze
- Hidayet Türkoğlu nominato Rivelazione dell'anno
- Dwight Howard incluso nell'All-NBA First Team
- Dwight Howard incluso nell'All-Defensive Second Team